# Desmina
La desmina è un filamento intermedio di tipo III che si trova vicino alla linea Z nei sarcomeri. Essa serve a mantenere parallele le miofibrille muscolari.

## Storia
La proteina fu purificata per la prima volta nel 1977, il gene fu definito nel 1989 e il primo topo knockout fu creato nel 1996. La desmina viene espressa solamente nei vertebrati, anche se proteine omologhe si trovano in molti organismi differenti. È una proteina 52kD, subunità dei filamenti intermedi nel tessuto muscolare scheletrico, nel tessuto muscolare liscio e nel tessuto miocardico.

## Struttura
La proteina è formata da una parte centrale costituita da un'alfa elica costante, da una testa variabile costituita non da una alfa elica, e da una coda carbossi-terminale.
La desmina, come tutti i filamenti intermedi non mostra polarità quando è assemblata.
La parte centrale consiste di 308 amminoacidi con un'alfa elica spiralizzata costituita da dimeri e da tre linker ad interromperla. Il corpo centrale si connette alla testa, formata da 84 amminoacidi con molta arginina, serina e residui aromatici. La testa è molto importante nell'assemblaggio del filamento e nelle interazioni dimero-dimero. La coda è responsabile dell'integrazione dei filamenti e dell'interazione con le proteine e con gli organelli.

## Probabili funzioni
La funzione della desmina è stata dedotta attraverso degli studi sui topi knockout, tuttavia il meccanismo fondamentale del suo funzionamento è tuttora sconosciuto. Queste funzioni possono essere il risultato di interazioni con altre proteine e non specificamente con la desmina. È necessario compiere ulteriori ricerche su come la desmina si esprima ed interagisca e le interazioni della desmina all'interno della cellula muscolare per determinarne l'esatto funzionamento.
La desmina è uno dei primi marker proteici per il tessuto muscolare durante l'embriogenesi e si trova nei somiti dei mioblasti. È presente nella fase iniziale dello sviluppo delle cellule muscolari in bassi livelli ed aumenta man mano che la cellula si avvicina alla differenziazione finale. Una proteina simile, la vimentina è presente in livelli maggiori durante l'embriogenesi mentre la desmina è presente in livelli maggiori dopo la differenziazione. Questo suggerisce che ci possa essere una qualche interazione tra le due proteine nel determinare la differenziazione delle cellule muscolari. Tuttavia, il topo knockout per la desmina si sviluppa normalmente e va incontro a serie difficoltà solamente più avanti nella vita. Dal momento che la desmina è espressa in bassi livelli durante la differenziazione, un'altra proteina dev'essere in grado di sostituire la funzione della desmina nelle prime fasi dello sviluppo ma non in seguito.
La desmina è anche importante per quanto riguarda l'architettura e la struttura della cellula muscolare in quanto congiunge i diversi componenti del citoplasma. Il sarcomero è un componente delle cellule muscolari composto di filamenti e di proteine motorie di miosina che permettono alla cellula di contrarsi. La desmina forma un'impalcatura attorno al disco Z del sarcomero e lo connette al citoscheletro subsarcolemmale (la parte citoplasmatica della membrana cellulare muscolare). Collega le miofibrille in larghezza unendo i dischi Z. Attraverso la sua connessione con il sarcomero la desmina collega l'apparato contrattile al nucleo cellulare, ai mitocondri e alle aree postsinaptiche al termine dei neuroni. Questi collegamenti mantengono l'integrità strutturale e meccanica della cellula durante la contrazione ed aiutano anche nella trasmissione della forza e nel sostegno del peso longitudinale. Si ha qualche prova che la desmina possa anche connettere il sarcomero alla matrice extracellulare attraverso i desmosomi, il che potrebbe svolgere un ruolo importante nella comunicazione tra la matrice e il sarcomero, che può regolare la contrazione del muscolo e il movimento.
Infine, la desmina potrebbe essere importante per la funzionalità dei mitocondri. Quando la desmina non funziona propriamente si verificano anomalie nella distribuzione, nel numero, nella morfologia e nella funzione dei mitocondri. Dal momento che la desmina collega i mitocondri al sarcomero essa può trasmettere informazioni sulle contrazioni e sulla necessità di energia e attraverso questo regolare la respirazione aerobica della cellula.

## Fenotipo knockout
Quando il gene che codifica per la desmina è reso inattivo (knockout) non è più in grado di funzionare correttamente. I topi con il gene per la desmina knockout si sviluppano normalmente e sono fertili, tuttavia presto dopo la nascita iniziano a mostrare dei difetti nei muscoli scheletrici, lisci e cardiaci; in particolare sono colpiti il diaframma e il cuore. I topi privi di desmina risultano più deboli e si stancano più facilmente dei topi normali. Inoltre, le fibre muscolari sono maggiormente propense a rimanere danneggiate durante la contrazione, presumibilmente poiché la desmina è responsabile di mantenere le fibre muscolari allineate. I topi privi di desmina mostrano anche una funzionalità mitocondriale indebolita.

## Desminopatie
Miopatia legata alla desmina (Desmin Related Myopathy - DRM) o desminopatia è un sottogruppo delle miopatie miofibrillaried è il risultato di una mutazione nel gene che codifica per la desmina, che gli impedisce di formare filamenti proteici, formando invece aggregati di desmina e altre proteine all'interno di tutta la cellula. I sarcomeri si disallineano e il risultato è la disorganizzazione delle fibre muscolari. Questa mutazione provoca anche la morte per apoptosi o per necrosi della cellula muscolare. La cellula muscolare può risultare disorganizzata anche perché gli aggregati possono interrompere le altre strutture dei filamenti e/o la normale funzione cellulare. Le desminopatie sono malattie molto rare e finora sono state diagnosticate solamente in 60 pazienti. Tuttavia, questo numero probabilmente non rappresenta accuratamente la popolazione colpita a causa delle frequenti diagnosi sbagliate o sottostimate.

### Sintomi
Sintomi comuni della malattia sono la stanchezza e l'atrofia nei muscoli distali degli arti inferiori che si estende alle mani e alle braccia, quindi al tronco, al collo e alla faccia. Spesso ne consegue un indebolimento respiratorio.

### Forme
Tre sono i principali tipi di ereditarietà di questa malattia: autosomica dominante, autosomica recessiva e de novo. La forma più grave è quella autosomica recessiva, che è anche quella che mostra per prima i sintomi. Coinvolge solitamente tutti e tre i tessuti muscolari e porta all'insufficienza cardiaca e respiratoria così come occlusione intestinale. La forma autosomica dominante mostra invece più tardi i propri sintomi ed ha una progressione più lenta. Solitamente coinvolge soltanto uno o due dei tessuti muscolari. Le malattie de novo si presentano quando si forma una nuova mutazione nella persona, che non è stata ereditata da nessuno dei due genitori. Questa forma presenta un'ampia gamma di sintomi e varia a seconda della mutazione che ha avuto luogo.

### Cure
Attualmente non esiste cura per la desminopatia ma sono disponibili delle terapie per alleviare i sintomi.